# ITF Women's Circuit 2013
L'ITF Women's Circuit 2013 è un insieme di tornei femminili di tennis organizzati dalla International Tennis Federation (ITF).

## Distribuzione Punti
| Descrizione          | W   | F   | SF | QF | R16 | R32 | QLFR | Q3 | Q2 | Q1 |
| -------------------- | --- | --- | -- | -- | --- | --- | ---- | -- | -- | -- |
| ITF $100,000 + H (S) | 150 | 110 | 80 | 40 | 20  | 1   | 6    | 4  | 1  | –  |
| ITF $100,000 + H (D) | 150 | 110 | 80 | 40 | 1   | –   | –    | –  | –  | –  |
| ITF $100,000 (S)     | 140 | 100 | 70 | 36 | 18  | 1   | 6    | 4  | 1  | –  |
| ITF $100,000 (D)     | 140 | 100 | 70 | 36 | 1   | –   | –    | –  | –  | –  |
| ITF $75,000 + H (S)  | 130 | 90  | 58 | 32 | 16  | 1   | 6    | 4  | 1  | –  |
| ITF $75,000 + H (D)  | 130 | 90  | 58 | 32 | 1   | –   | –    | –  | –  | –  |
| ITF $75,000 (S)      | 110 | 78  | 50 | 30 | 14  | 1   | 6    | 4  | 1  | –  |
| ITF $75,000 (D)      | 110 | 78  | 50 | 30 | 1   | –   | –    | –  | –  | –  |
| ITF $50,000 + H (S)  | 90  | 64  | 40 | 24 | 12  | 1   | 6    | 4  | 1  | –  |
| ITF $50,000 + H (D)  | 90  | 64  | 40 | 24 | 1   | –   | –    | –  | –  | –  |
| ITF $50,000 (S)      | 70  | 50  | 32 | 18 | 10  | 1   | 6    | 4  | 1  | –  |
| ITF $50,000 (D)      | 70  | 50  | 32 | 18 | 1   | –   | –    | –  | –  | –  |
| ITF $25,000 (S)      | 50  | 34  | 24 | 14 | 8   | 1   | 1    | –  | –  | –  |
| ITF $25,000 (D)      | 50  | 34  | 24 | 14 | 1   | –   | –    | –  | –  | –  |
| ITF $15,000 (S)      | 20  | 15  | 11 | 8  | 1   | –   | –    | –  | –  | –  |
| ITF $15,000 (D)      | 20  | 15  | 11 | 1  | 0   | –   | –    | –  | –  | –  |
| ITF $10,000 (S)      | 12  | 8   | 6  | 4  | 1   | –   | –    | –  | –  | –  |
| ITF $10,000 (D)      | 12  | 8   | 6  | 1  | 0   | –   | –    | –  | –  | –  |

- "+H" indica che è fornita l'ospitalità.